# Kazimierz Jackowski (inżynier)

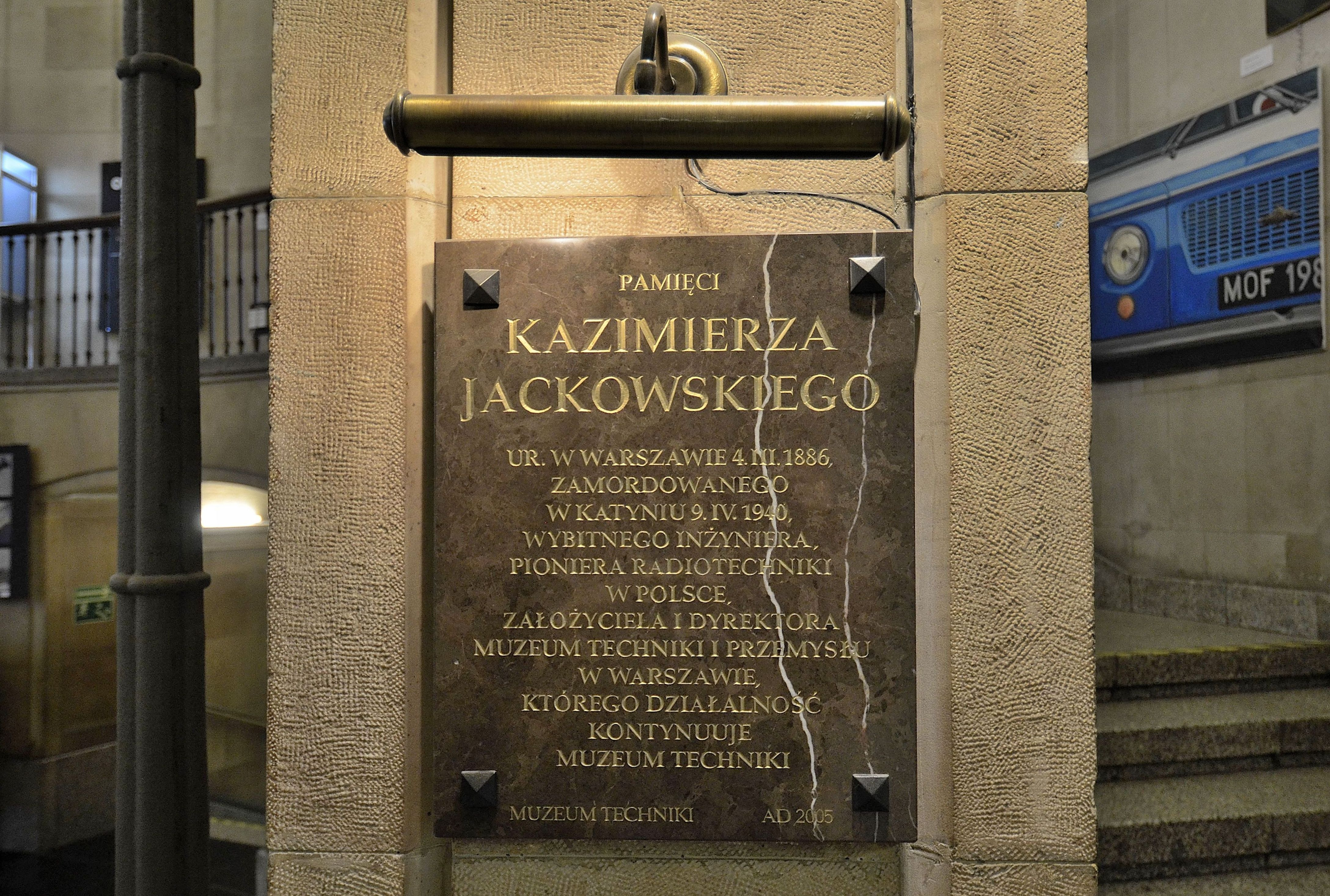
Tablica upamiętniająca Kazimierza Jackowskiego w holu Muzeum Techniki i Przemysłu NOT w Warszawie

Kazimierz Wacław Jackowski (ur. 4 marca 1886 w Warszawie, zm. w kwietniu 1940 w Katyniu) – polski inżynier radiotechnik, major dyplomowany łączności Wojska Polskiego, ofiara zbrodni katyńskiej.

## Życiorys
Syn Aleksandra Kaliksta Jackowskiego h. Gozdawa (1848–1917) i Emilii Pauliny z Trembińskich (1852–1922). Był synem ciotecznym siostry Bolesława Prusa i chrześniakiem pisarza. Ukończył prywatne gimnazjum E. Rontalera w Warszawie. Następnie studiował na wydziale mechanicznym Politechniki Lwowskiej. Po studiach we Lwowie i Monachium oraz pracy w warszawskiej firmie „Progress” zajmującej się aparatami rentgenowskimi, został w 1915 roku powołany do armii rosyjskiej. W czasie I wojny światowej odbył studia w Oficerskiej Szkole Inżynierii, gdzie prowadził też zajęcia z radiotechniki, przerwane przez rewolucję październikową. 
Wrócił do Polski, w listopadzie 1918 wspólnie z dwoma oficerami przejął stację radiową pozostawioną przez Niemców w cytadeli warszawskiej.  W tworzącym się Wojsku Polskim organizował polskie wojska radiotelegraficzne. Jako specjalista pełnił funkcję szefa radiotelegrafii w Naczelnym Dowództwie. 3 maja 1922 roku został zweryfikowany w stopniu majora ze starszeństwem z 1 czerwca 1919 roku i 21. lokatą w korpusie oficerów łączności. W 1923 roku był II zastępcą kierownika Centralnych Zakładów Wojsk Łączności w Warszawie, pozostając jednocześnie oficerem nadetatowym 1 Pułku Łączności w Zegrzu. Od następnego roku pełnił służbę w Pułku Radiotelegraficznym w Warszawie. W okresie od 1 listopada 1924 roku do 15 października 1925 roku był słuchaczem Kursu Doszkolenia Wyższej Szkoły Wojennej w Warszawie. Po ukończeniu kursu i otrzymaniu dyplomu naukowego oficera Sztabu Generalnego został przydzielony do Departamentu X Przemysłu Wojennego Ministerstwa Spraw Wojskowych. W 1928 roku pełnił służbę w Biurze Ogólno-Organizacyjnym M.S.Wojsk. Z dniem 30 czerwca 1929 roku został przeniesiony w stan spoczynku.
Rozpoczął pracę jako dyrektor Towarzystwa Elektrycznego "Bezet" Ap. Akc. w Warszawie. W roku 1929 współorganizował Stowarzyszenie Radiotechników Polskich (później członek warszawskiego oddziału Stowarzyszenia Elektryków Polskich), kierował Państwowymi Kursami Radiotechnicznymi, w 1926 współorganizował I Ogólnokrajową Wystawę Radiową, współtwórca Instytutu Radiotechnicznego w Warszawie, później włączonego do Państwowego Instytutu Telekomunikacyjnego. Od 1931 współzałożyciel i pierwszy dyrektor Muzeum Techniki i Przemysłu w Warszawie, które organizował na wzór wielkich muzeów technicznych: Deutsches Museum w Monachium i Science Museum w Londynie. Funkcję tę pełnił do 1939. Wykształcił pierwsze kadry muzealników polskich specjalizujących się w zabytkach techniki. Organizował dla nich stypendia zagraniczne. Działał w Związku Muzeów. Przygotował podstawy pod ochronę zabytków techniki w Polsce.
W 1916 ożenił się Janiną Żółkiewską h. Lubicz (1898–1991). Ich syn Kazimierz Henryk ps. Krzysztof (1926–2012) był uczestnikiem powstania warszawskiego.
W czasie kampanii wrześniowej 1939 znalazł się w niewoli sowieckiej. Zamordowany przez NKWD w kwietniu 1940 w Katyniu. Pochowany na Polskim Cmentarzu Wojennym w Katyniu. Jego symboliczny grób znajduje się na cmentarzu Powązkowskim w Warszawie (kwatera 66-1-1,2).
Pośmiertnie mianowany w 2007 na stopień podpułkownika.

## Ordery i odznaczenia
- Krzyż Kawalerski Orderu Odrodzenia Polski (2 maja 1922)[8][9]